# Glirulus japonicus
Il ghiretto del Giappone  (Glirulus japonicus (Schinz, 1845)) è un roditore della famiglia dei Gliridi, affine al Ghiro (Glis glis) ed unico rappresentante del genere Glirulus.

## Descrizione
La specie somiglia ad un piccolissimo scoiattolo, dal peso di 14-40 g e lungo mediamente 70 mm, escludendo la folta coda appiattita che misura all'incirca 50 mm. Il corpo è ricoperto da una soffice pelliccia marroncina-olivastra percorsa dorsalmente da striature scure, variabili in larghezza. La testa presenta occhi prominenti ed orecchie rotonde spesso nascoste da lunghi ciuffi di pelo.

## Distribuzione e habitat
La specie è presente nelle foreste montane del Giappone (isole di Honshū, Shikoku e Kyūshū), ad una altitudine compresa tra i 400 e i 1800 metri.

## Biologia
Il ghiretto del Giappone conduce una vita arboricola ed è attivo durante la notte. Come molti Gliridi, durante i mesi invernali cade in letargo, al quale si prepara procurandosi scorte di cibo dall'inizio dell'autunno. La sua dieta comprende semi, frutti, insetti e uova d'uccello. Dopo un periodo di gestazione di circa un mese, le femmine danno alla luce 3-5 piccoli, solitamente verso giugno o luglio ed occasionalmente anche in ottobre. In rapporto alla sua massa corporea, questa specie ha un home range relativamente grande, dovuto alle lunghe distanze percorse durante la notte per la ricerca del cibo.

## Status e conservazione
La Zoological Society of London, in base a criteri di unicità evolutiva e di esiguità della popolazione, considera Glirulus japonicus una delle 100 specie di mammiferi a maggiore rischio di estinzione.